# Марјовка
Марјовка (рус. Марёвка) река је на северозападу европског дела Руске Федерације која протиче преко делова територије Пеновског рејона Тверске и Марјовског рејона Новгородске области. Десна је притока реке Поле и део басена језера Иљмењ и Балтичког мора.
Свој ток започиње као отока маленог језера Алкимцево код села Мали Бохот на северу Пеновског рејона. Само језеро се налази готово на самом развођу са сливом реке Волге од чијег басена је удаљено свега 1,5 km. У реку Полу улива се код села Уст Марјово. Укупна дужина водотока је 43 km, док је површина сливног подручја око 397 km². Ширина реке је до 7 метара у зони ушћа, а дубина до пола метра.
Протиче кроз село Марјово које је административни центар Марјовског рејона. Њене најважније притоке су Старица (26 km) и Озеречња (око 30 km).